# Comté de Whitman
Pour les articles homonymes, voir Whitman.
Le comté de Whitman (anglais: Whitman County) est un comté de l'État américain de Washington. Il est situé dans le sud-est de l'État, sur la frontière avec l'Idaho. Son siège est Colfax. Selon le recensement de 2000, sa population est de 40 740 habitants.
Il doit son nom au médecin missionnaire Marcus Whitman (1802-1847).

## Géolocalisation
| Comté de Lincoln  | Comté de Spokane                    | Comté de Benewah (Idaho)                    |
| Comté d'Adams     | Comté de Whitman                    | Comté de Latah (Idaho)                      |
| Comté de Franklin | Comté de Garfield Comté de Columbia | Comté des Nez-Percés (Idaho) Comté d'Asotin |